# Attilio Gregori
Attilio Gregori (Monterotondo, 4 ottobre 1965) è un allenatore di calcio ed ex calciatore italiano, di ruolo portiere.

## Biografia
È fratello di Massimo, anche lui calciatore.
Il 26 gennaio 2016, negli atti del blitz della procura distrettuale di Roma relativo a un'inchiesta sui videopoker intitolato "Imitation game", emerge che nel 2012 Gregori è stato minacciato di morte telefonicamente da un esattore della malavita romana per un debito di gioco. Nel 2023 è stato squalificato per 10 giornate , denunciato ed ha ricevuto il Daspo per un anno

## Caratteristiche tecniche

### Giocatore
Portiere abile con i piedi al punto da spingersi in attacco, palla al piede, in Messina-Verona del 20 gennaio 1991, tirare (e sbagliare) un calcio di rigore in Verona-Venezia del 30 maggio 1993, e segnare su calcio di punizione in Frosinone-Lodigiani del 24 novembre 2002.

## Carriera

### Giocatore
Ha militato in varie squadre professionistiche italiane, giocando numerose partite in Serie A difendendo la porta di Genoa, Verona, Udinese e vinto la Coppa Italia 1985-1986 difendendo da titolare la porta della Roma nella fase finale del torneo (in quanto il titolare Tancredi era convocato al Mondiale).
Vanta una presenza in Nazionale Under-21.

### Allenatore
Nella stagione 2008-2009 è stato allenatore del Monterotondo, in Serie D, venendo esonerato dopo 15 giornate.
Nella stagione 2011-2012 ha allenato la Lupa Frascati concludendo la stagione al secondo posto ma portando la squadra in D dopo tre anni vincendo tutte le partite dei play-off. Nell'estate 2012 si ritrova senza squadra. Il 16 ottobre viene ingaggiato dall'Ostiamare in sostituzione dell'esonerato Paolo Caputo. Dopo appena due allenamenti diretti con i biancoviola lascia per contrasti con la dirigenza. Nel dicembre 2012 viene richiamato alla guida della Lupa Frascati. Alla fine della stagione, con i play-off alle porte, il tecnico viene allontanato dal presidente Cerrai.
Dal febbraio 2014 viene chiamato a sostituire il dimissionario Solimina alla Viterbese Castrense in Eccellenza Lazio, riuscendo a portare i gialloblu alla promozione in D, convincendo così la società a confermarlo per la stagione successiva. In D però, causa un inizio non esaltante, viene esonerato dopo cinque giornate di campionato. Nel finale di stagione viene richiamato, sostituendo Maurizio Ianni, per condurre la squadra durante i play-off, in cui dopo le vittorie contro Olbia e Poggibonsi, i giallublu vengono eliminati ai rigori dal Taranto.
A febbraio 2019 si rimette in pista, diventando il nuovo tecnico del Monterotondo, nel campionato laziale di Eccellenza, dopo l'esonero di Claudio Solimina.
Nell'estate 2020 passa al Real Monterotondo Scalo, club laziale militante in Eccellenza . Dopo aver centrato la promozione in quarta serie viene confermato per la stagione successiva, però, il 26 Ottobre 2021, dopo la sconfitta interna contro l'Afragolese ed aver raccolto solo un punto in sei gare, che colloca la squadra all' ultimo posto nel Girone G della Serie D, la società ed il tecnico optano per la risoluzione consensuale del contratto. 
Nell'estate 2022 ritorna al Monterotondo, in Prima Categoria. Dopo un torneo dominato, centra il salto nel campionato di  Promozione. Il 23 ottobre 2023, con la squadra prima in classifica seppur con una partita in più del Rieti rivale, viene sollevato dall'incarico.

## Statistiche

### Cronologia presenze e reti in nazionale
| Cronologia completa delle presenze e delle reti in nazionale ― Italia under 21 | Cronologia completa delle presenze e delle reti in nazionale ― Italia under 21 | Cronologia completa delle presenze e delle reti in nazionale ― Italia under 21 | Cronologia completa delle presenze e delle reti in nazionale ― Italia under 21 | Cronologia completa delle presenze e delle reti in nazionale ― Italia under 21 | Cronologia completa delle presenze e delle reti in nazionale ― Italia under 21 | Cronologia completa delle presenze e delle reti in nazionale ― Italia under 21 | Cronologia completa delle presenze e delle reti in nazionale ― Italia under 21 |
| Data                                                                           | Città                                                                          | In casa                                                                        | Risultato                                                                      | Ospiti                                                                         | Competizione                                                                   | Reti                                                                           | Note                                                                           |
| ------------------------------------------------------------------------------ | ------------------------------------------------------------------------------ | ------------------------------------------------------------------------------ | ------------------------------------------------------------------------------ | ------------------------------------------------------------------------------ | ------------------------------------------------------------------------------ | ------------------------------------------------------------------------------ | ------------------------------------------------------------------------------ |
| 2-12-1987                                                                      | Piacenza                                                                       | Italia under 21                                                                | 6 – 0                                                                          | Portogallo under 21                                                            | Amichevole                                                                     | -                                                                              | 66’                                                                            |
| Totale                                                                         |                                                                                | Presenze                                                                       | 1                                                                              |                                                                                | Reti                                                                           | 0                                                                              |                                                                                |

## Palmarès

### Giocatore
- Coppa Italia: 2

Roma: 1983-1984, 1985-1986
- Campionato italiano di Serie B: 1

Genoa: 1988-1989

### Allenatore
- Eccellenza: 1

Viterbese Castrense: 2013-2014 (girone A)